# Coryell County
Coryell County je okres ve státě Texas v USA. K roku 2010 zde žilo 75 388 obyvatel. Správním městem okresu je Gatesville. Celková rozloha okresu činí 2 738 km².